# جاسینتو ماچادو
جاسینتو ماچادو (به پرتغالی: Jacinto Machado) یک منطقهٔ مسکونی در برزیل است که در سانتا کاتارینا واقع شده‌است. جاسینتو ماچادو ۱۰٬۳۷۶ نفر جمعیت دارد.